# Kids (singel OneRepublic)
„Kids” – singel amerykańskiego zespołu OneRepublic.  Utwór został wydany 12 sierpnia 2016 roku jako drugi singel zapowiadający nadchodzący czwarty album zespołu, Oh My My.

## Informacje o utworze
„Kids” to utwór będący mieszanką pop-rocka i electropopu. Wokalista zespołu i współtwórca utworu, Ryan Tedder w wywiadzie dla Entertainment Weekly powiedział, że inspiracją dla piosenki była muzyka synth pop w stylu M83. Tedder przyznał także, że tekst utworu opowiada o nim i jego przyjaciółce, gdy byli nastolatkami. 

## Teledysk i promocja utworu
Oficjalny teledysk do utworu miał premierę 25 sierpnia 2016 roku w serwisie Vevo. Klip został nakręcony w Meksyku, a za jego realizację odpowiada Hal Kirkland. W teledysku można zobaczyć takie meksykańskie zabytki jak muzeum Soumaya, Pomnik Anioła Niepodległości, Pałac Sztuk Pięknych i Pomnik Rewolucji. 29 września ukazała się nowa wersja klipu zaprezentowana w technice 360 stopni. 
Po raz pierwszy zespół wykonał singel na żywo 1 września 2016 r. podczas brytyjskiego programu The One Show BBC oraz w programie BBC Live Lounge, gdzie poza utworem „Kids” zespół wykonał swój przebój „Counting Stars” oraz piosenkę Adele „Send My Love (To Your New Lover)”. 12 września grupa wystąpiła w amerykańskim programie Jimmy Kimmel Live!. 7 października zespół wystąpił w programie The Ellen Show, natomiast 5 listopada w brytyjskim programie The Jonathan Ross Show. 24 listopada grupa wykonała utwór „Kids” oraz utwór Louisa Armstronga „What a Wonderful World” podczas programu wyemitowanego w stacji telewizyjnej ABC The Wonderful World of Disney: Magical Holiday Celebration. 26 listopada zespół wystąpił w brytyjskim programie Micheala McIntyre Big Night.

## Najwyższe pozycje na listach
| Notowanie (2016)                                 | Najwyższa pozycja |
| ------------------------------------------------ | ----------------- |
| Australia (Top 50 Singles)                       | 63                |
| Austria (Ö3 Austria Top 40)                      | 55                |
| Czechy (Singles Digital – Top 100)               | 72                |
| Francja (Top 200 Singles)                        | 153               |
| Hiszpania (Top 50 Singles)                       | 26                |
| Irlandia (Single Top 100)                        | 66                |
| Niemcy (Single Charts)                           | 71                |
| Portugalia (Top 100 Singles)                     | 89                |
| Słowacja (Single Digital Top 100)                | 73                |
| Szwajcaria (Singles Top 75)                      | 45                |
| Szwecja (Sverigetopplistan)                      | 63                |
| USA (Billboard Hot 100)                          | 96                |
| Wielka Brytania (Official Singles Chart Top 100) | 58                |
| Włochy (Single Top 20)                           | 76                |

## Certyfikaty
| Kraj/region     | Wydawca           | Certyfikat      | Źródło |
| --------------- | ----------------- | --------------- | ------ |
| Australia       | ARIA              | Złota płyta     | [ 27 ] |
| Brazylia        | Pro-Música Brasil | Złota płyta     | [ 28 ] |
| Wielka Brytania | BPI               | Srebrna płyta   | [ 29 ] |
| Włochy          | FIMI              | Platynowa płyta | [ 30 ] |